# 博博農
博博農是非洲南部國家博茨瓦納的城鎮，由中部區負責管轄，距離塞萊比-皮奎約80公里，鎮上有政府辦公室、私立醫院、警察局、郵政局、圖書館等，2001年人口估計約21,020。
21°58′S 28°20′E / 21.967°S 28.333°E